# Xanadu (film)
Xanadu è un film del 1980 diretto da Robert Greenwald e interpretato da Olivia Newton-John. Il film è un remake di Bellezze in cielo del 1947.

## Trama
Sonny Malone, bozzettista presso la "Airflo Records", mal sopporta la mentalità da tiranno del suo datore di lavoro Simpson e, non appena gli è possibile, si rifugia nella fantasia. Un giorno, pattinando lungo le strade della città balneare in cui vive, incontra la bionda Kira, una misteriosa pattinatrice che lo bacia e si dilegua. Del tutto reale, anche se fermo ad un illustre passato di più lustri, è Danny McGuire, un clarinettista che, abbandonate malvolentieri le attività artistiche, è divenuto miliardario per altre strade: Sonny lo incontra sulla spiaggia e ne diviene amico. Incaricato di ricreare la copertina di un disco delle Nine Sisters a grandezza maggiore, Malone nota l'incredibile somiglianza di Kira con quella raffigurata sulla copertina del disco: a questo punto Sonny va alla ricerca della ragazza per poi trovarla sulla spiaggia, da dove parte un divertente inseguimento sul molo che termina con la caduta di Sonny in acqua. 
Gli incontri di Sonny e Kira finiscono per concentrarsi in un locale abbandonato e grandioso: dopo un altro incontro con Danny, Kira propone a Sonny di ammodernare e riaprire il locale che si chiamerà Xanadu; Sonny porta Danny, già impresario musicale ai tempi di Glenn Miller, all'interno del locale. Entusiasta lo elegge a socio: Sonny, però, non riesce a immaginare lo spettacolo senza Kira e dopo la sua ultima apparizione la insegue e la raggiunge sul Parnaso, poiché Kira è in realtà Tersicore, una delle muse della mitologia greca. 
Kira, andando contro le leggi di Zeus, si è innamorata e per ottenere il permesso di scendere sulla Terra a vivere con Sonny dovrà rinunciare alla sua natura divina. Lo farà e presiederà come vedette all'inaugurazione dello Xanadu sul finale del film. 

## Accoglienza
Nell'idea degli autori il film avrebbe dovuto essere un nuovo film musicale di successo facendo leva sia su Olivia Newton-John (reduce dal successo di Grease), di Michael Beck (ex capo teppista de I guerrieri della notte) e di Gene Kelly qui alla sua ultima apparizione sul grande schermo. In realtà si tradusse in un flop clamoroso (l'unico successo furono le vendite della colonna sonora).

## Riconoscimenti
- 1980 - Razzie Awards
  - Candidatura come Peggior film
  - Candidatura come Peggior attore protagonista a Michael Beck
  - Candidatura come Peggior attrice protagonista a Olivia Newton-John
  - Peggior regista a Robert Greenwald
  - Candidatura come Peggior sceneggiatura a Richard C. Danus e Marc C. Rubel
  - Candidatura come Peggior canzone originale per Suspended in Time (musica e testo di John Farrar)
- 1980 - Stinkers Bad Movie Awards
  - Candidatura come Effetti speciali "meno" speciali
- 1981 - Young Artist Award
  - Candidatura come Miglior film commedia o musical per famiglie
  - Candidatura come Miglior film internazionale

## Opere derivate
- Nel 2006 ne è stata creata una versione per il teatro che ha ricevuto un buon successo di pubblico e di critica.